# 庞丰月

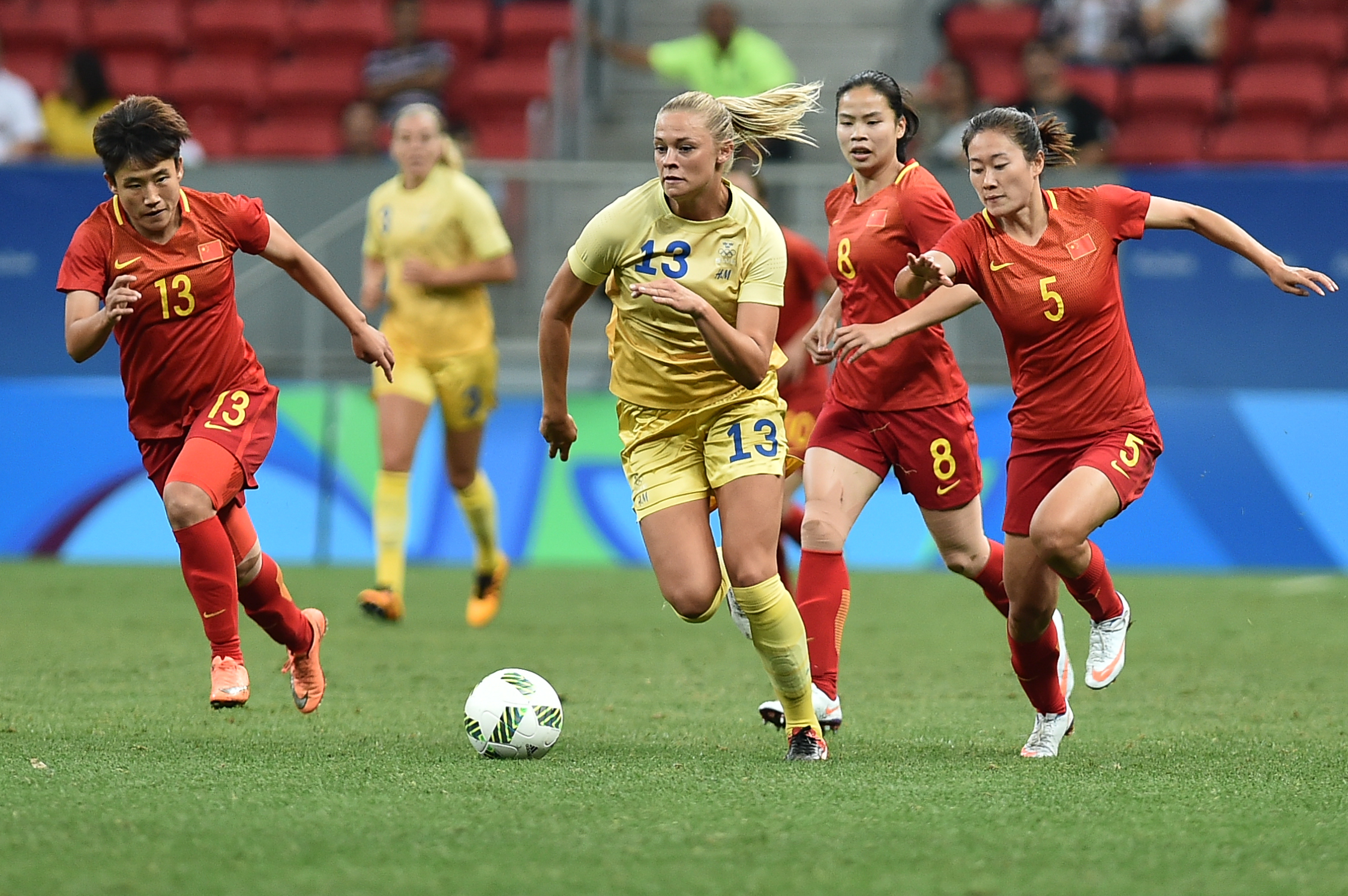
2016年夏季奧林匹克運動會女足

庞丰月（1989年1月19日—），辽宁大连人，中国足球运动员，中国国家女子足球队成员，司职中场。她曾随队参加2015年女子世界杯足球赛和2016年里约奥运会女子足球比赛，两次比赛队伍均止步八强。

## 外部連結
- 庞丰月在国际奥林匹克委员会的资料
- Soccerway資料庫：庞丰月